# Rally de Avilés
El Rally de Avilés es una prueba de rally que se celebra anualmente en la localidad asturiana de Avilés (España) desde el año 1976. En sus inicios recibió el nombre de Rally de San Agustín y es organizada por la Escudería Avilesina. Fue puntuable para el Campeonato de España de Rally en varias ocasiones (1982-1984, 1993-2006), para el Campeonato de Asturias de Rally y la Copa de España (1987, 1989-1992). En 2010 la prueba cambió de formato se convirtió en una prueba de históricos formando parte del Campeonato de España de Rally Históricos.

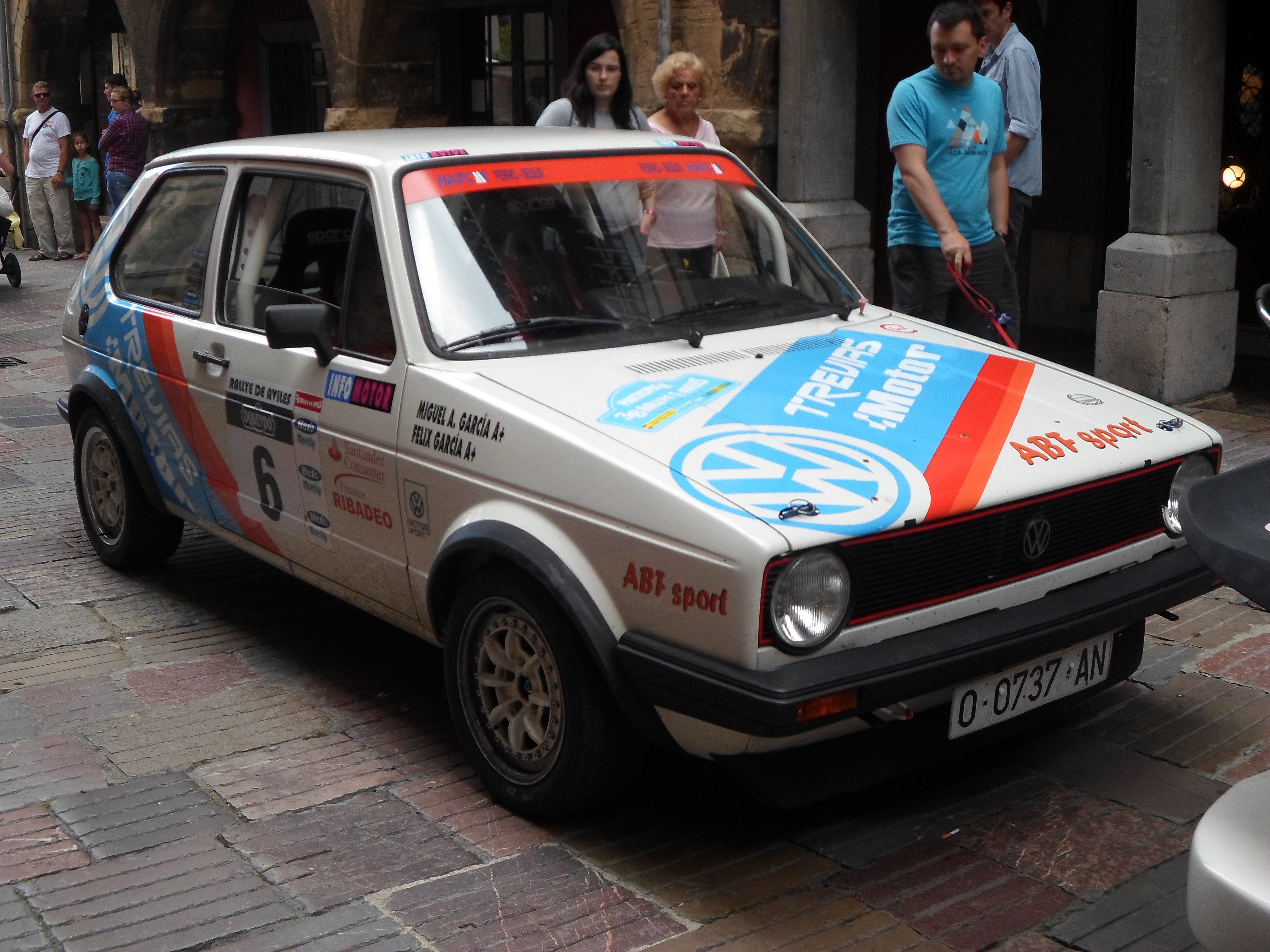
Félix García, participante habitual en este rally

## Historia
La prueba nació en 1976 bajo el nombre Rally San Agustín y siendo puntuable para el campeonato de Asturias de rally. El primer equipo ganador fue el formado por Luis Lobato y José Luis Graña a bordo de un SEAT 124-1800 de grupo 4. Al año siguiente venció Antonio Ventura con un Ford Escort también de la misma categoría. En 1978 el podio estuvo protagonizado por el doblete del SEAT 124 1800 de Tino Suárez y José Luis Graña, aunque ambos de distinta categoría. Tino Suárez repitió victoria al año siguiente con misma montura, en una prueba de nuevo dominada por el modelo SEAT 124, de grupo 5, que ocupó las tres plazas del podio. En 1980 Fombona se llevó la victoria con el Fiat 131 Abarth de grupo 4, siendo Tino Suárez segundo y José Luis Graña tercero que volvían a subirse al podio. Al año siguiente Graña se hacía con su segunda victoria en Avilés, en esta ocasión como piloto y a los mandos de un Ford Escort.

### Campeonato de España
En 1982 la prueba entró a formar parte del calendario del campeonato de España por primera vez. El ganador fue Mariano Lacasa con un Opel Ascona 400. En 1983 repitió puntuabilidad en una edición donde venció el primer modelo de grupo B: el Renault 5 Turbo de Genito Ortiz y al año siguiente Antonio Zanini venció en Avilés con el Ferrari 308 GTB. En 1985 la RFEDA retira la prueba del calendario nacional y la organización decide recurrir la decisión al Comité Superior de Disciplina Deportiva que le da la razón. Sin embargo esto no significa el regreso al nacional por lo que la organización decidió no organizar ninguna prueba en señal de protesta por la retirada de la prueba del nacional por parte del presidente de la RFEDA recién llegado al cargo. Volvió a organizarse en 1986 aunque solo puntuable para el campeonato asturiano. Bernardo Cardín con el Lancia Rally 037 fue el ganador. Al año siguiente vencería Alberto Hevia con el Renault 5 GT Turbo de grupo N y en 1988 repetiría victoria, esta vez con un BMW 353i de grupo A. En 1989 la prueba entró en el calendario de la Copa de España de Rally donde permanecería cuatro años consecutivos y que coincidió con el dominio de Daniel Alonso, que a bordo del Ford Sierra RS Cosworth se adjudicó la victoria hasta 1992.

### Regreso al nacional

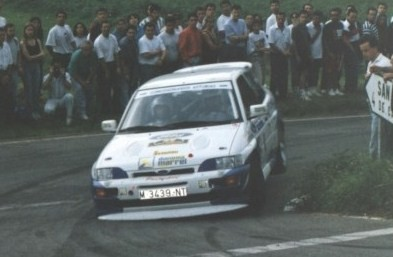
Daniel Alonso, ganador de cuatro ediciones consecutivas, durante la edición de 1995 con el Ford Escort RS Cosworth.

1993 fue el año en que el rally regresó al campeonato de España, donde permaneció catorce años seguidos. Luis Climent se llevó la victoria ese primer año con el Opel Astra GSi de grupo A. Al año siguiente Oriol Gómez hizo lo propio con el Renault Clio Williams. Repetiría podio al año siguiente, siendo Jesús Puras con el Citroën ZX 16V el vencedor, que conseguiría la primera de sus cuatro victorias que el cántabro lograría en Avilés.

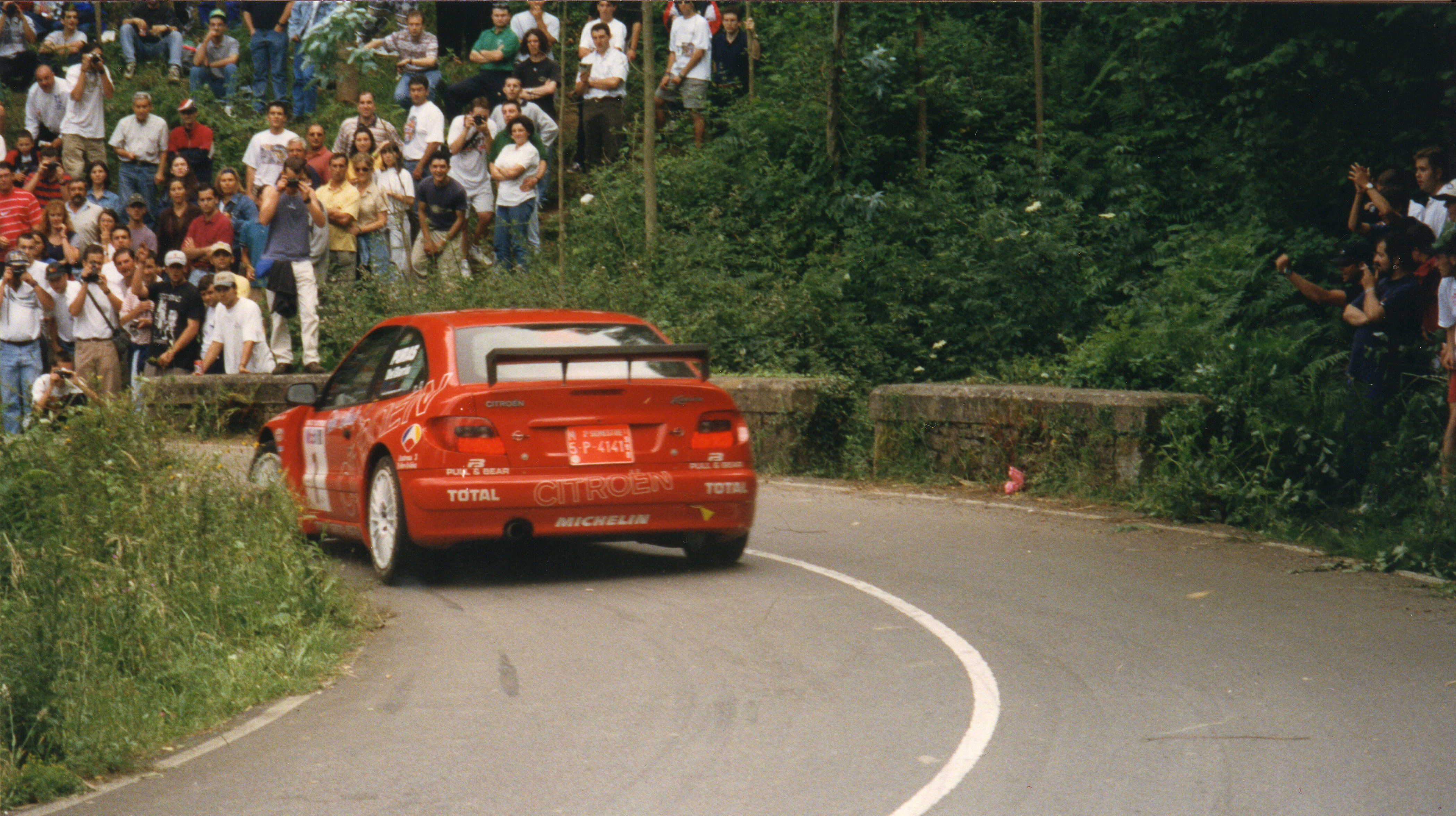
Jesús Puras en 1998 con el Citroën Xsara Kit Car.

En 1996 la prueba cambió de denominación y pasó a llamarse Rally de Avilés. Tanto ese año como el siguiente, Jaime Azcona se llevó el triunfo en la prueba con el Peugeot 306. En 1998 sería Puras el ganador, en esta ocasión con el Citroën Xsara Kit Car. Luis Monzón también consiguió el triunfo con el Peugeot 306 y Puras se impondría de nuevo con el Ciroën Xsara en el año 2000. Al año siguiente Monzón dio la primera victoria a un vehículo de la categoría World Rally Car, el Peugeot 206 WRC y Puras haría lo mismo con el Citroën Xsara WRC en la que sería su cuarta y última victoria en Avilés. En 2003 con los WRC prohibidos en el nacional, los Kit Car volvieron a ser los dominadores. Miguel Ángel Fuster logró su primera victoria en Avilés con el Citroën Saxo Kit Car y a partir de ahí los Super 1600 sucederían a los Kit Car en lo más alto del podio. Alberto Hevia] se adjudicó la victoria en 2004 y 2005 con el Renault Clio S1600 y luego Dani Solá haría lo mismo con el Citroën C2 S1600. Ese sería el último año en que la prueba formaría parte del campeonato de España que a partir de entonces solo sería puntuable para el certamen asturiano.
Marcelino Hevia, sería el ganador con el Fiat Grande Punto S2000 esa primera edición y su hermano Alberto Hevia, volvía a imponerse en 2008, esta vez con el Mitsubishi Lancer Evo IX. En 2009 Félix García también vencería con el Mitsubishi Lancer Evo VII, en la última edición del rally puntuable para el certamen asturiano. Al año siguiente se reconvirtió en un rally de históricos formando parte del campeonato nacional tanto en la modalidad de velocidad como de regularidad.

### Rally de Avilés Histórico

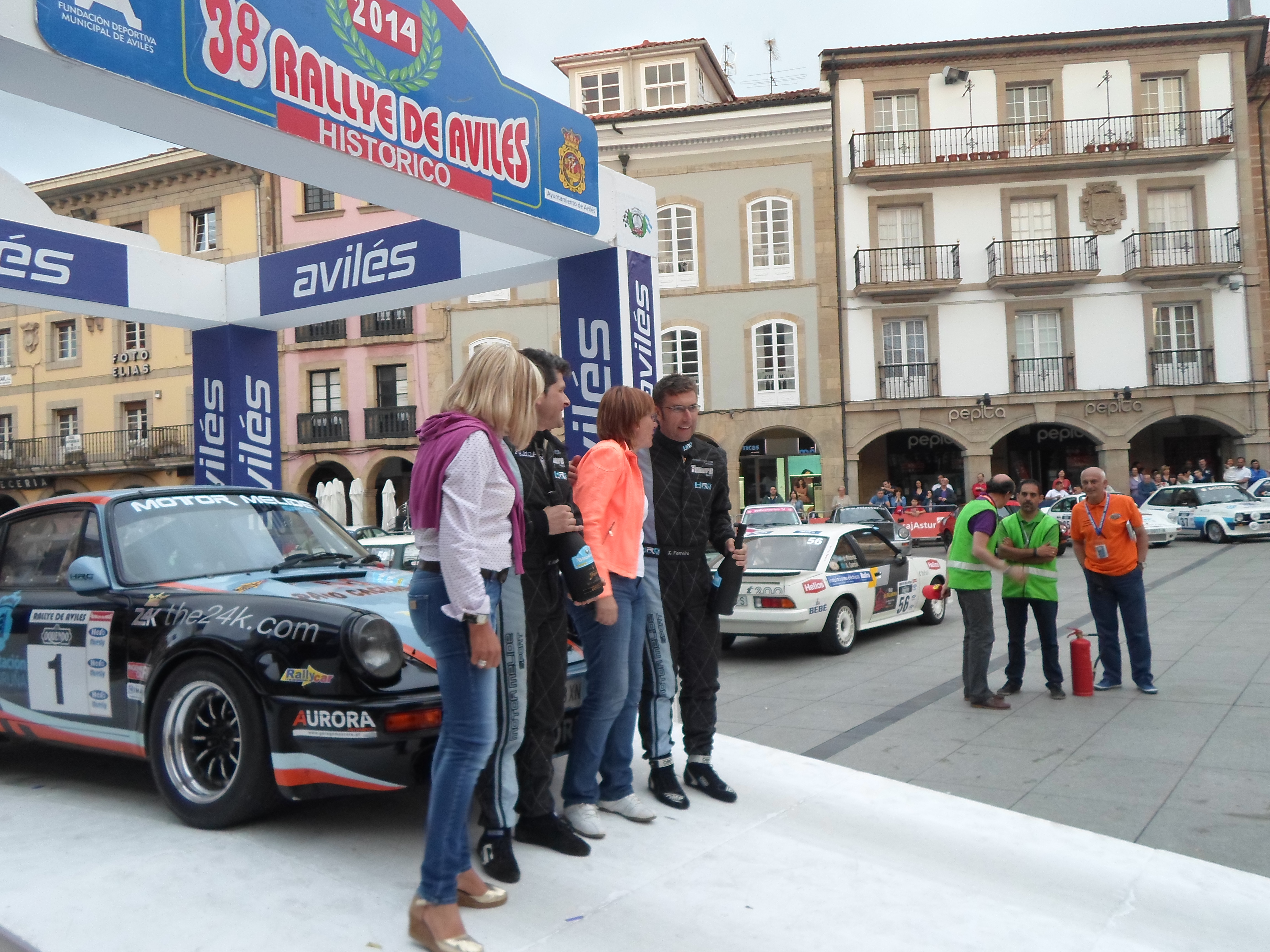
Jesús Ferreiro ganador de tres ediciones del Rally de Avilés histórico

2010 fue el primer año del rally como prueba de históricos formando parte del campeonato nacional como del campeonato de Asturias de regularidad. Manuel Bobes fue el ganador en la categoría de velocidad con un Ford Escort RS MKI mientras que Jorge Fernández lo fue en regularidad, también con otro Ford Escort. En 2011 y 2012 Jesús Ferreiro se impuso con su Porsche 911, mientras que Julio Bobes lo hizo en 2013 también con otro Porsche 911. En la categoría de regularidad José Ramón Campos venció en 2011 y 2013 y Jorge Gorroño en 2012.

## Palmarés
| 1976                      | 1.er Rally San Agustín                      | Luis Lobato                          | José Luis Graña                      | SEAT 124-1800                        |                                      |                                                     |                 |                   |                          |              |                                                  |                   |                |                |              |
| 1977                      | 2.º Rally San Agustín                       | Antonio F. Ventura                   | Raúl de Sas                          | Ford Escort                          |                                      |                                                     |                 |                   |                          |              |                                                  |                   |                |                |              |
| 1978                      | 3.er Rally San Agustín                      | Tino Suárez                          | José Bernardo Pino                   | SEAT 124-1800                        |                                      |                                                     |                 |                   |                          |              |                                                  |                   |                |                |              |
| 1979                      | 4.º Rally San Agustín                       | Tino Suárez                          | José Bernardo Pino                   | SEAT 124-1800                        |                                      |                                                     |                 |                   |                          |              |                                                  |                   |                |                |              |
| 1980                      | 5.º Rally San Agustín                       | José Fombona                         | Luis Menéndez                        | Fiat 131 Abarth                      |                                      |                                                     |                 |                   |                          |              |                                                  |                   |                |                |              |
| 1981                      | 6.º Rally San Agustín                       | José Luis Graña                      | Tomás Morales                        | Ford Escort RS 1800 MKII             |                                      |                                                     |                 |                   |                          |              |                                                  |                   |                |                |              |
| 1982                      | 7.º Rally San Agustín                       | Mariano Lacasa                       | Jaime Balaña                         | Opel Ascona 400                      | España                               |                                                     |                 |                   |                          |              |                                                  |                   |                |                |              |
| 1983                      | 8.º Rally San Agustín                       | Genito Ortiz                         | Ramón Mínguez                        | Renault 5 Turbo                      | España                               |                                                     |                 |                   |                          |              |                                                  |                   |                |                |              |
| 1984                      | 9.º Rally San Agustín                       | Antonio Zanini                       | Josep Autet                          | Ferrari 308 GTB                      | España                               |                                                     |                 |                   |                          |              |                                                  |                   |                |                |              |
| 1985                      | No se celebró                               | No se celebró                        | No se celebró                        | No se celebró                        | No se celebró                        |                                                     |                 |                   |                          |              |                                                  |                   |                |                |              |
| 1986                      | 10.º Rally San Agustín                      | Bernardo Cardín                      | Javier Rodríguez                     | Lancia Rally 037                     |                                      |                                                     |                 |                   |                          |              |                                                  |                   |                |                |              |
| 1987                      | 11.º Rally San Agustín                      | Alberto Hevia                        | Laurencio Castaño                    | Renault 5 GT Turbo                   | Copa                                 |                                                     |                 |                   |                          |              |                                                  |                   |                |                |              |
| 1988                      | 12.º Rally San Agustín                      | Alberto Hevia                        | Laurencio Castaño                    | BMW 525i                             |                                      |                                                     |                 |                   |                          |              |                                                  |                   |                |                |              |
| 1989                      | 13.er Rally San Agustín                     | Daniel Alonso                        | Salvador Belzunces                   | Ford Sierra RS Cosworth              | Copa                                 |                                                     |                 |                   |                          |              |                                                  |                   |                |                |              |
| 1990                      | 14.º Rally San Agustín                      | Daniel Alonso                        | Salvador Belzunces                   | Ford Sierra RS Cosworth              | Copa                                 |                                                     |                 |                   |                          |              |                                                  |                   |                |                |              |
| 1991                      | 15.º Rally San Agustín                      | Daniel Alonso                        | Salvador Belzunces                   | Ford Sierra RS Cosworth              | Copa                                 |                                                     |                 |                   |                          |              |                                                  |                   |                |                |              |
| 1992                      | 16.º Rally San Agustín                      | Daniel Alonso                        | Salvador Belzunces                   | Ford Sierra RS Cosworth              | Copa                                 |                                                     |                 |                   |                          |              |                                                  |                   |                |                |              |
| 1993                      | 17.º Rally San Agustín                      | Luis Climent                         | José Antonio Muñoz                   | Opel Astra GSI 16V                   | CERA                                 |                                                     |                 |                   |                          |              |                                                  |                   |                |                |              |
| 1994                      | 18.º Rally San Agustín                      | Oriol Gómez                          | Marc Martí                           | Renault Clio Williams                | CERA                                 |                                                     |                 |                   |                          |              |                                                  |                   |                |                |              |
| 1995                      | 19.º Rally San Agustín                      | Jesús Puras                          | Carlos del Barrio                    | Citroën ZX 16V                       | CERA                                 |                                                     |                 |                   |                          |              |                                                  |                   |                |                |              |
| 1996                      | 20.º Rallye de Avilés                       | Jaime Azcona                         | Alfredo Rodríguez                    | Peugeot 306 16V                      | CERA                                 |                                                     |                 |                   |                          |              |                                                  |                   |                |                |              |
| 1997                      | 21.er Rallye de Avilés                      | Jaime Azcona                         | Julius Billmaier                     | Peugeot 306 Maxi                     | CERA                                 |                                                     |                 |                   |                          |              |                                                  |                   |                |                |              |
| 1998                      | 22.º Rallye de Avilés                       | Jesús Puras                          | Carlos del Barrio                    | Citroën Xsara Kit Car                | CERA                                 |                                                     |                 |                   |                          |              |                                                  |                   |                |                |              |
| 1999                      | 23.er Rally de Avilés                       | Luis Monzón                          | José Carlos Déniz                    | Peugeot 306 Maxi                     | CERA                                 |                                                     |                 |                   |                          |              |                                                  |                   |                |                |              |
| 2000                      | 24.º Rally de Avilés                        | Jesús Puras                          | Marc Martí                           | Citroën Xsara VTS                    | CERA                                 |                                                     |                 |                   |                          |              |                                                  |                   |                |                |              |
| 2001                      | 25.º Rally de Avilés                        | Luis Monzón                          | José Carlos Déniz                    | Peugeot 206 WRC                      | CERA                                 |                                                     |                 |                   |                          |              |                                                  |                   |                |                |              |
| 2002                      | 26.º Rally de Avilés                        | Jesús Puras                          | Carlos del Barrio                    | Citroën Xsara WRC                    | CERA                                 |                                                     |                 |                   |                          |              |                                                  |                   |                |                |              |
| 2003                      | 27.º Rally de Avilés                        | Miguel Ángel Fuster                  | José Vicente Medina                  | Citroën Saxo Kit Car                 | CERA                                 |                                                     |                 |                   |                          |              |                                                  |                   |                |                |              |
| 2004                      | 28.º Rally de Avilés                        | Alberto Hevia                        | Alberto Iglesias                     | Renault Clio S1600                   | CERA                                 |                                                     |                 |                   |                          |              |                                                  |                   |                |                |              |
| 2005                      | 29.º Rally de Avilés                        | Alberto Hevia                        | Alberto Iglesias                     | Renault Clio S1600                   | CERA                                 |                                                     |                 |                   |                          |              |                                                  |                   |                |                |              |
| 2006                      | 30.º Rally de Avilés                        | Dani Solá                            | Xavi Amigo                           | Citroën C2 S1600                     | CERA                                 |                                                     |                 |                   |                          |              |                                                  |                   |                |                |              |
| 2007                      | 31.er Rally de Avilés                       | Marcelino Hevia                      | Agustín Ramos                        | Fiat Grande Punto S2000              |                                      |                                                     |                 |                   |                          |              |                                                  |                   |                |                |              |
| 2008                      | 32.º Rally de Avilés                        | Alberto Hevia                        | Alberto Iglesias                     | Mitsubishi Lancer Evo IX             |                                      |                                                     |                 |                   |                          |              |                                                  |                   |                |                |              |
| 2009                      | 33.er Rally de Avilés                       | Félix García Pérez                   | Miguel García                        | Mitsubishi Lancer Evo VII            |                                      |                                                     |                 |                   |                          |              |                                                  |                   |                |                |              |
| Rally de Avilés Histórico |                                             |                                      |                                      |                                      |                                      |                                                     |                 |                   |                          |              |                                                  |                   |                |                |              |
| 2010                      | 34.º Rally de Avilés                        | Manuel Bobes                         | Manuel Antonio García                | Ford Escort RS 1600 MKI              | España Hist.                         |                                                     |                 |                   |                          |              |                                                  |                   |                |                |              |
| 2011                      | 35.º Rally de Avilés                        | Jesús Ferreiro                       | Javier Anido                         | Porsche 911 Carrera RS 3.0           | España Hist.                         |                                                     |                 |                   |                          |              |                                                  |                   |                |                |              |
| 2012                      | 36.º Rally de Avilés                        | Jesús Ferreiro                       | Javier Anido                         | Porsche 911 Carrera RS 3.0           | España Hist.                         |                                                     |                 |                   |                          |              |                                                  |                   |                |                |              |
| 2013                      | 37.º Rally de Avilés Histórico              | Ángel Julio Borja                    | José Luis Barcia                     | Porsche 911 SC                       | España Hist.                         |                                                     |                 |                   |                          |              |                                                  |                   |                |                |              |
| 2014                      | 38.º Rally de Avilés Histórico              | Jesús Ferreiro                       | Javier Anido Vázquez                 | Porsche 911 Carrera RS               | España Hist.                         |                                                     |                 |                   |                          |              |                                                  |                   |                |                |              |
| 2015                      | 39.º Rally de Avilés Histórico              | Daniel Alonso                        | Salvador Belzunces                   | Ford Sierra RS Cosworth 4x4          | España Hist.                         |                                                     |                 |                   |                          |              |                                                  |                   |                |                |              |
| 2016                      | 40.º Rally de Avilés Histórico              | Ander Arana                          | Arkaitz Kobeaga                      | Peugeot 309 GTI 16                   | España Hist.                         |                                                     |                 |                   |                          |              |                                                  |                   |                |                |              |
| 2017                      | 41.er Rally de Avilés Histórico             | Aldo de Alberto                      | Antonio Longoria                     | SEAT Córdoba WRC                     |                                      |                                                     |                 |                   |                          |              |                                                  |                   |                |                |              |
| 2018                      | 42.º Rally de Avilés Histórico              | Serge Cazaux                         | Maxime Vilmot                        | Ford Sierra Cosworth 4x4             | España Hist.                         |                                                     |                 |                   |                          |              |                                                  |                   |                |                |              |
| 2019                      | 43.er Rally de Avilés Histórico             | Dani Solà                            | Alejandro Noriega                    | BMW M3                               | España Hist.                         |                                                     |                 |                   |                          |              |                                                  |                   |                |                |              |
| 2020                      | No se celebró (Pandemia de COVID-19)        | No se celebró (Pandemia de COVID-19) | No se celebró (Pandemia de COVID-19) | No se celebró (Pandemia de COVID-19) | No se celebró (Pandemia de COVID-19) |                                                     |                 |                   |                          |              |                                                  |                   |                |                |              |
| 2021                      | 44.er Rally de Avilés Histórico             | Jesús Ferreiro                       | Javier Anido                         | Ford Escort RS2000 MK2               | España Hist.                         |                                                     |                 |                   |                          |              |                                                  |                   |                |                |              |
| 2022                      | 45.er Rally de Avilés Histórico             | Jesús Ferreiro                       | Javier Anido                         | Ford Escort RS2000 MK2               | España Hist.                         |                                                     |                 |                   |                          |              |                                                  |                   |                |                |              |
| 2023                      | 45.er Rally de Avilés Histórico             | Manuel Muniente                      | Diego Vallejo                        | BMW M3 E36                           | España Hist.                         |                                                     |                 |                   |                          |              |                                                  |                   |                |                |              |
| 2024                      | 45.er Rally de Avilés Histórico (Velocidad) | Manuel Muniente                      | Diego Rodríguez                      | BMW M3 E36                           | España Hist.                         | 45.er Rally de Avilés Histórico (Regularidad Sport) | Jaime Carbonell | Enrique Carbonell | Ford Sierra Cosworth 4x4 | España Hist. | 45.er Rally de Avilés Histórico (Regularidad 60) | Darío José García | Emilio Pascual | BMW 325i (E30) | España Hist. |